# Andersson Island
Andersson Island – niewielka wyspa w północno-zachodniej części Morza Weddella przy północno-wschodnim krańcu Półwyspu Antarktycznego.

## Geografia
Wyspa leży w północno-zachodniej części Morza Weddella przy północno-wschodnim krańcu Półwyspu Antarktycznego, na wschód od Tabarin Peninsula – wschodniego przylądka Trinity Peninsula. Ma ok. 11 km długości i 6 km szerokości. Znajduje się ok. 800 m na południe od Jonassen Island po zachodniej stronie wejścia do Antarctic Sound.

## Historia

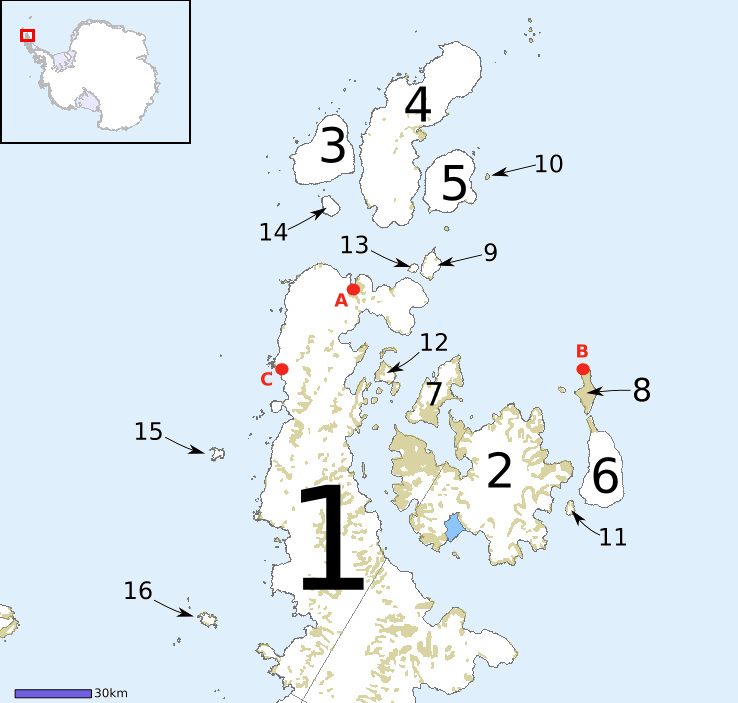
1 – Półwysep Antarktyczny; 2 – Wyspa Jamesa Rossa; 3 – D'Urville Island, 4 – Joinville Island; 5 – Dundee Island; 6 – Snow Hill Island; 7 Vega Island; 8 – Seymour Island; 9 – Andersson Island; 10 – Paulet Island; 11 – Lockyer Island; 12 – Eagle Island; 13 – Jonassen Island; 14 – Bransfield Island; 15 – Astrolabe Island; 16 – Tower Island; A – stacja w Zatoce Nadziei, B – stacja Marambio, C – stacja General Bernardo O’Higgins

Wyspa została zmapowana na odległość 27 lutego 1838 roku przez francuską ekspedycję badawczą (1837–1840) pod kierownictwem Jules’a Dumont d’Urville’a (1790–1842), która nazwała ją razem z Jonassen Island – Île Rosamel. 
Zmapowana ponownie 15 stycznia 1902 roku przez Szwedzką Wyprawę Antarktyczną (1901–1904) pod kierownictwem Otto Nordenskjölda (1869–1928) i została później nazwana Uruguay Island – na cześć argentyńskiego statku „Urugwaj”, który uratował członków szwedzkiej ekspedycji. 
W 1904 roku francuska wyprawa antarktyczna pod kierownictwem Charcota (1867–1936), nieświadoma szwedzkiego nazewnictwa, nadała nazwę „Urugwaj” innej wyspie u zachodniego wybrzeża Półwyspu Antarktycznego. Istnienie dwóch tych samych nazw dla wysp położonych blisko siebie zostało uznane za mylące i wyspę, nazwaną przez Szwedzką Wyprawę Antarktyczną, przemianowano na Andersson Island, honorując Johana Gunnara Anderssona (1874–1960), zastępcę kierownika szwedzkej ekspedycji.
W latach 1945–1947 wyspa została zbadana przez Falkland Islands Dependencies Survey (FIDS).